# Ржевский, Андрей Никитич
Андрей Никитич Ржевский (?—1610) — голова и воевода во времена правления Ивана IV Васильевича Грозного, Фёдора Ивановича, Бориса Годунова и Смутное время.
Из дворянского рода Ржевские. Средний сын Никиты Григорьевича Ржевского. Имел братьев: Ивана и Григория Никитичей.

## Биография
В 1587 году послан с дарами к панам на польский сейм, пятый при послах. В 1596 году голова для посылок в Ельце. В 1605 году второй воевода в Валуйках. В 1606 году четвёртый при разборе и переписи заборовских казаков. В 1607 году второй воевода в Брянске, разбил осаждающих город бунтовщиков.
В 1610 году, вместе с братом Иваном Никитичем, изменили царю Василию Шуйскому и перешли на службу к гетману Роману Рожинскому. Узнав об этом царь повелел поймать его и казнить, а братьев с семьёй и женой казнённого Андрея Никитича отправил в тюрьму в Ярославль, где они просидели полтора года.
Казнён в 1610 году.

## Критика
Вероятно, что измена братьев Ржевских произошла до 31 марта 1609 года, так как по датированной грамоте царя Василия Шуйского, поместье Андрея и Ивана Ржевских — село Ходынино, сельцо Ларино (Бограмово) в Окологородном стане, половину сельца Потулово с пустошами и Мацкое в Ростиславском стане Рязанского уезда переданы Фёдору и Борису Семёновичам Ляпуновым, а в грамоте прямо написано: "Ондрей да Иван Микитины дети Ржевского царю Василию Ивановичу изменили, отъехали к вору, поместье их велено в роздачу раздать".

## Семья
От брака с неизвестной имел детей:
- Ржевский Иван Андреевич Курдюк — воевода.